# Куадри, Франко
Фра́нко Куа́дри (итал. Franco Quadri; 16 мая 1936, Милан — 26 марта 2011, Милан) — итальянский театральный критик, театровед, переводчик.

## Биография
Один из ведущих театральных критиков Италии, постоянно публиковавшийся в популярной газете La Repubblica, а также в газете Le Monde и др. С 1959 по 1961 год Куадри Франко работал редактором литературного журнала Almanacco Bompiani, а затем перешёл в качестве главного редактора в журнал Sipario. Главный редактор театрального ежемесячника Занавес, один из основателей издательского дома Ubulibri (1971), театральной премии Убю и её ежегодника Patalogo (1979), международной театральной лаборатории École des Maîtres (1990), куратор выпускаемых лабораторией сборников материалов и аналитических изданий, один из учредителей европейской премии Европа — театру (с 1987), инициатор многих других театральных и театроведческих начинаний. Руководил Венецианской биеннале (1983—1986), возглавлял жюри авторитетной театральной премии Риччоне (1995—2007).

## Круг интересов
Летописец, историк и аналитик поисков итальянского и европейского театра, начиная с 1960-х годов. Автор монографических работ о Луке Ронкони, Пине Бауш, Роберте Уилсоне, Кармело Бене, Хайнере Мюллере, Жане Жене, Бернаре-Мари Кольтесе и др. Переводчик драм Беккета, Эдварда Бонда.